# Санта Марија д'Алто Чело (Мачерата)
Санта Марија д'Алто Чело је насеље у Италији у округу Мачерата, региону Марке.
Према процени из 2011. у насељу је живело 27 становника. Насеље се налази на надморској висини од 421 м.